# Mangere
Mangere (souvent écrit, d'après le maori Māngere, /ˈmaːŋɛɾɛ/), est une des plus importantes banlieues de la cité d’Auckland, située dans le nord de l’Île du Nord de la Nouvelle-Zélande.

## Situation
Elle est localisée principalement sur la partie plate de la terre ferme sur la berge nord-est du port de Manukau, au nord-ouest du centre de la cité de Manukau et à 15 kilomètres au sud de la cité d’Auckland.
C’est la localisation de l'aéroport d'Auckland, qui se situe tout près de l’angle du port au sud de la banlieue. La gare est celle de Middelmore (en).

## Municipalités limitrophes
La ville de Māngere est formé de deux zones majeures  : Mangere Bridge et Māngere East, mais la banlieue de Favona à l’est, est souvent aussi comptée comme une partie de Māngere.

## Communauté
.

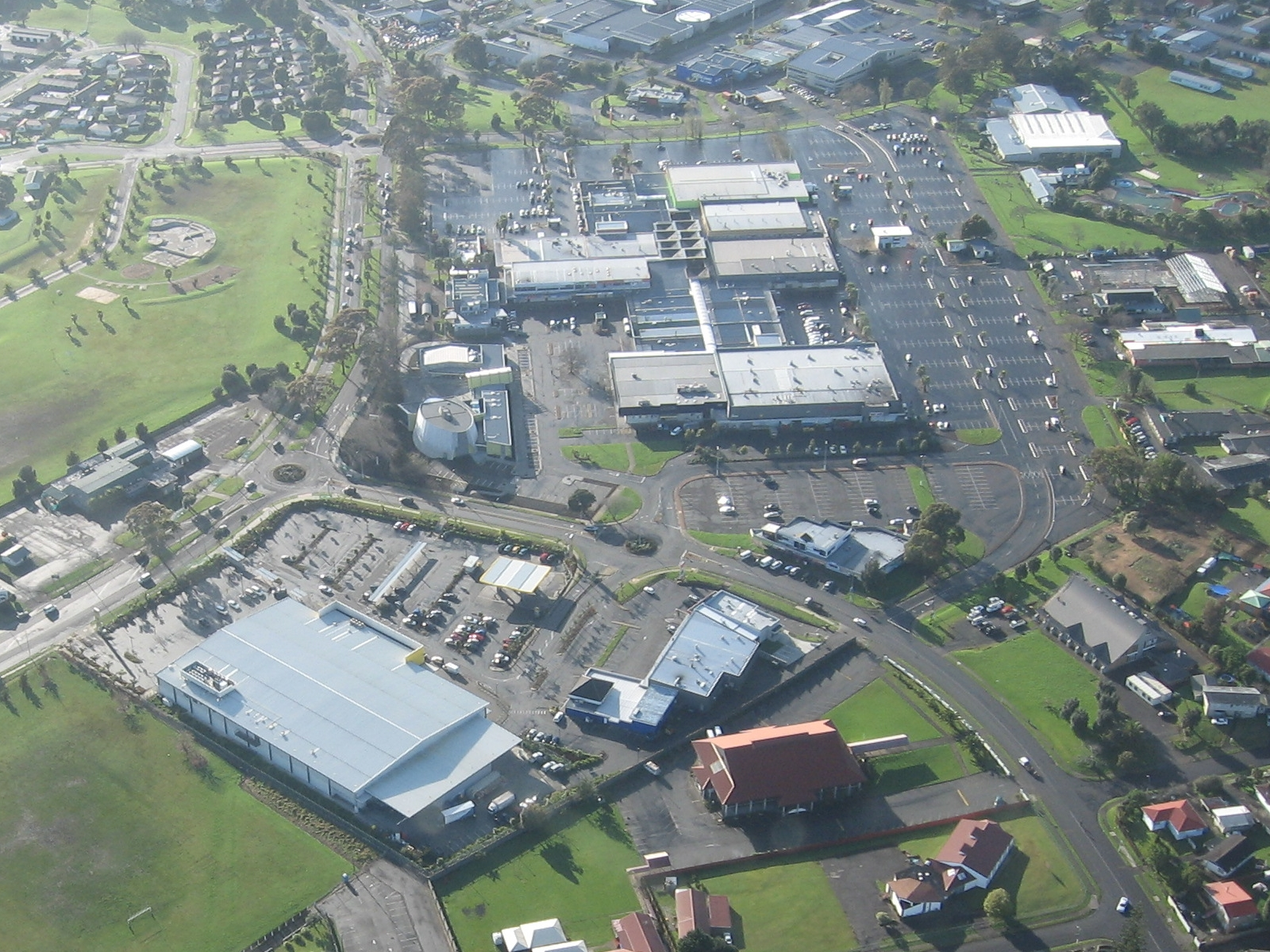
Le centre-ville de Māngere montrant le caractère centré sur l’automobile des nouvelles banlieues d’Auckland

Māngere est souvent décrite comme une zone très multiculturelle, avec des européens, des Māoris, des personnes originaires des Îles du Pacifique ainsi que des asiatiques, qui viennent tous dans ce secteur, souvent avec des familles nombreuses . Les maisons sont constituées d’un mélange de villas et de bungalows plus modestes, souvent localisés sur l’emplacement d’anciennes fermes ou de jardins maraîchers, qui s’étaient développés dans les années 1940 à 1960 .

## Toponymie
La banlieue est dénommée d’après le mont Māngere (en), un des plus grands cônes volcaniques de la région d’Auckland. 
Le titre vient du mot en langage māori « hau māngere » signifiant « vent paresseux », d’après le refuge que la montagne fournit aux vents prévalants venant de l’ouest.
Le nom vient aussi de Māngere, nom du fils le plus connu de David Lange, qui fut membre du Parlement pour le secteur de Mangere à partir de 1977 et jusqu’en 1996 et ensuite Premier ministre de Nouvelle-Zélande. 

## Transport
Le pont original nommé Mangere Bridge (en) fut construit pour relier la ville de Māngere avec la banlieue de Onehunga, située au nord, alors que l’isthme d’Auckland atteint son point le plus étroit, plus loin vers l’est au niveau de l’ancienne banlieue d’Auckland nommée Otahuhu.
Plus tard, il a fourni une route plus directe pour le trafic vers et à partir de l’aéroport d’Auckland. La construction d’un nouveau pont fut le sujet de la controverse industrielle la plus longue de Nouvelle-Zélande, allant de 1978 jusqu’en 1980. Le pont fut finalement terminé en 1983. L’autoroute sud-ouest nommée Southwestern Motorway (en), qui est sur le trajet de la route State Highway 20/S H 20 (en), une des deux autoroutes courant vers le sud à partir de l’isthme, qui franchit le pont et passe à travers la banlieue de Māngere.
Les trains de passagers de la ligne du sud d’Auckland (en) et de la ligne de l’est d’Auckland (en) circulent sur la partie est de Māngere, s’arrêtant au niveau de la gare de Middlemore (en).
Plus au nord au niveau de Massey Road se trouve la gare de Mangere (en), fermée en 2011.
Les services de bus fréquents relient le centre-ville de Mangere à Sylvia Park (en) via la gare de Otahuhu (en) (route 32) et centre de Botany town (en) via la gare de Papatoetoe (en) et la localité d'Ōtara (route 31) .

## Sport et loisirs
Le club des Mangere East Hawks (en) de la rugby league est basé à Māngere au niveau du « Walter Massey Park».
Le club du Manukau Rovers RFC (en) de la rugby union est aussi basé dans Māngere et participe aux compétitions dans le cadre de « Auckland Premier Competition ».
Le club de football de Mangere United (en) est basé dans la banlieue de Māngere et participe aux compétitions du Auckland Football et de la ligue du « NZ Football National League ».

## Personnalités Notables
- William Sio (en) du parti travailliste qui fut aussi membre du Parlement pour l’électorat de Māngere (en) depuis 2008 [4].
- Valerie Adams – championne Olympique de lancer du poids
- Frank Bunce – joueur de rugby
- Mark Hunt - artiste mixed martial
- David Lange - ancien Premier Ministre
- Jonah Lomu – joueur de rugby
- Colin Moyle (en) – homme politique
- Joseph Parker (en) - boxeur
- Pene and Amitai Pati – ténor du groupe Sole Moi
- Jason Taumalolo – joueur de la ligue de rugby
- David Tua - boxeur poids lourds
- Roger Tuivasa-Sheck – joueur de la ligue de rugby